# Scaredy Squirrel
Scaredy Squirrel (bra: Esquilo Intranquilo) é uma série animada de televisão canadense baseada vagamente na série de livros Scaredy Squirrel de Mélanie Watt.

## Enredo
A série narra as aventuras de Scaredy, um esquilo enérgico, e de seu melhor amigo Dave, um gambá. Suas travessuras acontecem na fictícia Balsa City, e muitas vezes no supermercado local, o Stash "N" Hoard, onde Scaredy trabalha como empilhador.

## Personagens
- Scaredy (dublado por Terry McGurrin[3]) - Um esquilo voador inteligente, germofóbico e às vezes tímido que trabalha como empilhador em uma mercearia chamada Stash "N" Hoard e adora limpar.
- David "Dave" Skunkerton Weeb (dublado por Jonathan Gould[3]) - o melhor amigo de Scaredy que é um gambá azul. Ele também é estúpido e gosta de ser bagunceiro e peidar.
- Nestor (dublado por Patrick McKenna[3]) - Nestor é um canário amarelo que é o gerente de Stash "N" Hoard. Ele também é o chefe de Scaredy e um de seus inimigos.
- Momma (dublado por Jayne Eastwood[3]) - Um canário rosa pastel rabugento que possui o Stash "N" Hoard e que é a mãe de Nestor. Momma faz aparições surpresa a qualquer momento e gosta de demitir pessoas, mesmo aquelas que não trabalham no Stash "N" Hoard.
- Paddy (dublado por David Berni ) - Um furão cinza e egoísta que está sempre criando problemas para Scaredy.
- Richard - Richard é a planta inanimada de Scaredy. Richard parece um pouco sádico, como pode ser visto quando ele força Scaredy a usar o "Chapéu da Dor".
- Sally (dublado por Linda Kash[3]) - Uma truta turquesa que está profundamente apaixonada por Scaredy. Sally está confiante e pensa que ela e Scaredy poderiam ser um bom casal, quando na verdade Scaredy fica apavorada com ela.
- Mildred (dublado por Jamie Watson[3]) - Um sapo que trabalha no Stash "N" Hoard e parece ser o único amigo de Nestor. Ela sempre é vista bebendo uma garrafa de refrigerante e está constantemente arrotando. Ela também é uma espiã secreta, mas apenas Scaredy e Dave sabem.
- Bucky "Buck" Beaver (dublado por David Berni[3]) - Um castor que trabalha no Stash "N" Hoard. Ele é amigo de Hatton, Scaredy e Dave.
- Hatton (dublado por Dwayne Hill[3]) - Uma mula que trabalha no Stash "N" Hoard. Ele é amigo de Buck, Scaredy e Dave.
- Milly (dublado por Laurie Elliott ) - Uma estranha vaca doméstica que mora na cidade de Balsa. Frequentemente visto dançando. Ela também lambe o Scaredy durante o sono.
- Philmore (dublado por Terry McGurrin ) - Um pavão animado, nervoso e de fala rápida que frequenta o Stash "N" Hoard.
- Sue (dublado por Julie Lemieux ) - Uma versão feminina de Scaredy por quem Scaredy tem uma queda, mas descobriu-se que ela era louca. Ela usa um vestido verde e tem um rabo de cavalo. Ela apareceu pela primeira vez no episódio "Acting Silly", mas também aparece no início da música-tema.